# Maren Lundby
Maren Lundby (Gjøvik, 7 settembre 1994) è un'ex saltatrice con gli sci norvegese, campionessa olimpica nel trampolino normale a Pyeongchang 2018, campionessa mondiale nel trampolino normale a Seefeld in Tirol 2019 e nel trampolino lungo a Oberstdorf 2021 e vincitrice di tre Coppe del Mondo è da molti considerata tra le più grandi saltatrici di tutti i tempi.

## Biografia
In Coppa Continentale, la massima competizione femminile di salto prima dell'istituzione della Coppa del Mondo nella stagione 2012, ha esordito il 12 agosto 2007 a Bischofsgrün (56ª). In Coppa del Mondo ha esordito nella gara inaugurale del 3 dicembre 2011 sul trampolino Lysgårdsbakken di Lillehammer (17ª) e ha conquistato la prima vittoria, nonché primo podio, il 23 novembre 2012 nella medesima località.
In carriera ha partecipato a due edizioni dei Giochi olimpici invernali, Soči 2014 (8ª nel trampolino normale) e Pyeongchang 2018 (1ª nel trampolino normale), e a otto dei Campionati mondiali, vincendo dieci medaglie. Ha vinto la Coppa del Mondo generale nelle stagioni 2017-2018, 2018-2019 e 2019-2020.
Ha annunciato il suo ritiro dalle competizioni il 18 dicembre 2023 in una conferenza per i media norvegesi. Ha disputato la sua ultima gara il 7 ottobre precedente a Klingenthal nel trampolino lungo del Gran Prix.

## Palmarès

### Olimpiadi
- 1 medaglia:
  - 1 oro (trampolino normale a Pyeongchang 2018)

### Mondiali
- 10 medaglie:
  - 2 ori (trampolino normale a Seefeld in Tirol 2019; trampolino lungo a Oberstdorf 2021)
  - 4 argenti (gara a squadre mista a Falun 2015; trampolino normale, gara a squadre mista a Oberstdorf 2021; trampolino lungo a Planica 2023)
  - 4 bronzi (gara a squadre, gara a squadre mista a Seefeld in Tirol 2019; gara a squadre a Oberstdorf 2021; gara a squadre a Planica 2023)

### Mondiali juniores
- 1 medaglia:
  - 1 bronzo (trampolino normale a Val di Fiemme 2014)

### Coppa del Mondo
- Vincitrice della Coppa del Mondo nel 2018, nel 2019 e nel 2020
- 68 podi (62 individuali, 6 a squadre):
  - 32 vittorie (30 individuali, 2 a squadre)
  - 20 secondi posti (19 individuali, 1 a squadre)
  - 16 terzi posti (13 individuali, 3 a squadre)

#### Coppa del Mondo - vittorie
| Data             | Località          | Nazione  | Trampolino                                                                           |
| ---------------- | ----------------- | -------- | ------------------------------------------------------------------------------------ |
| 23 novembre 2012 | Lillehammer       | Norvegia | Lysgårdsbakken HS100 (con Tom Hilde, Anette Sagen e Anders Bardal)                   |
| 10 dicembre 2016 | Nižnij Tagil      | Russia   | Aist HS100                                                                           |
| 15 gennaio 2017  | Sapporo           | Giappone | Miyanomori HS100                                                                     |
| 28 gennaio 2017  | Râșnov            | Romania  | Valea Cărbunării HS100                                                               |
| 11 febbraio 2017 | Ljubno            | Slovenia | Logarska dolina HS95                                                                 |
| 1 dicembre 2017  | Lillehammer       | Norvegia | Lysgårdsbakken HS98                                                                  |
| 17 dicembre 2017 | Hinterzarten      | Germania | Rothaus HS108                                                                        |
| 13 gennaio 2018  | Sapporo           | Giappone | Miyanomori HS100                                                                     |
| 14 gennaio 2018  | Sapporo           | Giappone | Miyanomori HS100                                                                     |
| 19 gennaio 2018  | Zaō               | Giappone | Yamagata HS102                                                                       |
| 21 gennaio 2018  | Zaō               | Giappone | Yamagata HS102                                                                       |
| 27 gennaio 2018  | Ljubno            | Slovenia | Logarska dolina HS94                                                                 |
| 4 marzo 2018     | Râșnov            | Romania  | Valea Cărbunării HS100                                                               |
| 11 marzo 2018    | Oslo Holmenkollen | Norvegia | Holmenkollen HS134                                                                   |
| 13 gennaio 2019  | Sapporo           | Giappone | Ōkurayama HS137                                                                      |
| 20 gennaio 2019  | Zaō               | Giappone | Yamagata HS102                                                                       |
| 26 gennaio 2019  | Râșnov            | Romania  | Valea Cărbunării HS97                                                                |
| 27 gennaio 2019  | Râșnov            | Romania  | Valea Cărbunării HS97                                                                |
| 2 febbraio 2019  | Hinzenbach        | Austria  | Aigner HS90                                                                          |
| 3 febbraio 2019  | Hinzenbach        | Austria  | Aigner HS90                                                                          |
| 8 febbraio 2019  | Ljubno            | Slovenia | Logarska dolina HS94                                                                 |
| 16 febbraio 2019 | Oberstdorf        | Germania | Schattenberg HS137                                                                   |
| 17 febbraio 2019 | Oberstdorf        | Germania | Schattenberg HS137                                                                   |
| 12 marzo 2019    | Lillehammer       | Norvegia | Lysgårdsbakken HS140                                                                 |
| 14 marzo 2019    | Trondheim         | Norvegia | Granåsen HS140                                                                       |
| 24 marzo 2019    | Čajkovskij        | Russia   | Snežinka HS140                                                                       |
| 7 dicembre 2019  | Lillehammer       | Norvegia | Lysgårdsbakken HS98                                                                  |
| 8 dicembre 2019  | Lillehammer       | Norvegia | Lysgårdsbakken HS140                                                                 |
| 26 gennaio 2020  | Râșnov            | Romania  | Valea Cărbunării HS97                                                                |
| 23 febbraio 2020 | Ljubno            | Slovenia | Logarska dolina HS94                                                                 |
| 10 marzo 2020    | Lillehammer       | Norvegia | Lysgårdsbakken HS140                                                                 |
| 20 febbraio 2021 | Râșnov            | Romania  | Valea Cărbunării HS97 (con Daniel-André Tande, Silje Opseth e Halvor Egner Granerud) |

### Coppa Continentale
- Miglior piazzamento in classifica generale: 3ª nel 2016
- 4 podi:
  - 1 vittoria
  - 1 secondo posto
  - 2 terzi posti